# Anne Weying
She-Venom (Anne Weying) es un personaje que aparece en los cómics estadounidenses publicados por Marvel Comics. Es la exesposa de Eddie Brock y el primer personaje en usar la identidad She-Venom. Se le conoce coloquialmente como la Novia de Venom.
Michelle Williams interpreta al personaje en las películas del Universo Spider-Man de Sony Venom (2018) y Venom: Let There Be Carnage (2021).

## Historial de publicaciones
Anne Weying apareció por primera vez en The Amazing Spider-Man #375 (marzo de 1993), y fue creada por el escritor David Michelinie y el artista Mark Bagley.
She-Venom hizo su primer cameo en Venom: Sinner Takes All #2 (septiembre de 1995) y su primera aparición completa fue en Venom: Sinner Takes All #3 (octubre de 1995), y fue creada por el escritor Larry Hama y el artista Greg Luzniak.
Ella es el primer personaje que se identifica con la identidad de She-Venom antes que Patricia Robertson.

## Biografía
Anne fue una exitosa abogada y la exmujer de Eddie Brock. En la primera aparición de Anne Weying, es  morena con gafas y en apariciones posteriores, pierde las gafas y es rubia. Weying ayudó a Spider-Man compartiendo parte de la historia de Eddie. Más tarde, siguió a Spider-Man al parque de atracciones donde Venom tenía a los padres (falsos) de Peter Parker. Se enfrentó a su exmarido y se las arregló para convencer a Eddie de que renunciara a esta vendetta. Más tarde, Comepecados le disparó a Anne, que se convirtió en She-Venom cuando el simbionte Venom se vinculó temporalmente con ella para salvar su vida. She-Venom luego arremetió contra los hombres que la habían herido con tanta violencia que Eddie se asustó por ella y obligó al simbionte a regresar. Anne se sobresaltó al ver el montón de cuerpos que había dejado atrás. Ella afirmó que el simbionte la hizo matar, pero Eddie le dijo que el simbionte no obligaría a su anfitrión a hacer algo que no quisiera.
Weying es luego encarcelada por la policía con un cargo falso (no relacionado con el alboroto anterior de Anne) para atrapar a Venom. Anne usó su única llamada telefónica para advertir a Eddie y prometerle que no vendría. Eddie acordó no rescatarla él mismo, y en su lugar le envió el simbionte Venom a través de las líneas telefónicas. Después de que el simbionte Venom se vinculó con ella, She-Venom pudo escapar de la prisión, dirigiéndose al parque de atracciones donde ella y Spider-Man se habían enfrentado a Venom, sólo para interceptar una redada contra una banda de traficantes de drogas. Durante la pelea, Eddie resultó gravemente herido por un lanzallamas, lo que provocó que Anne soltara el simbionte Venom para curarse, pero dejó a Eddie disgustado por la dependencia del simbionte Venom.
Aún recuperándose de la experiencia de vincularse con el simbionte Venom meses antes e incapaz de lidiar con el regreso de Eddie a su vida, junto con la transformación de su exmarido directamente frente a ella cuando Venom huyó para matar a Spider-Man, la envió a la borde. Weying se suicida después de ver a Spider-Man con una telaraña con un traje negro más antiguo en un momento en que le habían robado el traje rojo y azul normal. Saltó de su apartamento de gran altura a su muerte. Su muerte se confirma más tarde cuando se muestra su lápida.
En un flashback, se revela que quedó embarazada del hijo de Eddie después de unirse a Venom. Después de dar a luz a su hijo Dylan Brock. Ella se fue al cuidado de Carl Brock con la promesa de que al final regresaría, pero se suicidó,con lo que Carl crio a Dylan. Más tarde se estableció que Anne aparentemente ya estaba embarazada del hijo de Eddie cuando se unió por última vez con el simbionte Venom, con el códice que dejó dentro de Anne por Venom (aparentemente) siendo absorbido por el feto que sería Dylan.

## Otras versiones

### Marvel 1602
Durante la historia de Secret Wars que tiene lugar en la Inglaterra del rey James (que se basa en la realidad de Marvel 1602), Anne Weying es una "belleza de pueblo" a la que el aprendiz de impresora Edwin Brocc le lavó el cerebro para que ame con poderes y pociones proporcionadas por la Encantadora. Anne es liberada después de que Brocc es asesinado por Angela.

### Venom Beyond
Durante la historia de "Venom Beyond" en Venom Run de Donny Cates, Eddie y Dylan son transportados a un universo diferente donde el villano Codex ha estado conquistando la Tierra en nombre de Knull. Mientras huyen de los Vengadores poseídos por simbiontes, los dos se encuentran con un grupo de héroes simbiontes liderados por el Agente Venom, que se revela a sí misma como la versión de este mundo de Anne. A diferencia del universo 616, Eddie en este mundo también se suicida en la iglesia. Anne estaba conmocionada y angustiada por la muerte de su esposo y finalmente va a la misma iglesia para llorarlo, donde su rabia atrajo al simbionte y la transformó en la versión de Venom de este mundo. Eventualmente da a luz a Dylan, quien finalmente fue influenciado por Knull y se convirtió en el villano Codex. Para contrarrestar la amenaza del Codex hacia el planeta, el presidente Eugene Thompson recluta a Anne en el programa Sym-Soldier, donde lidera un grupo de héroes simbiontes formado por Peter Parker, Wade Wilson, un Cletus Kasady reformado y Andi Benton.

## En otros medios

### Película
- El marketing viral de The Amazing Spider-Man 2 (2014) incluye artículos del Daily Bugle que hacen referencia a Anne Weying como la abogada defensora designada para Curt Connors.[12][13] Anne no logró desviar al jurado a su lado y Connors fue enviado a la isla Ryker.
- Anne Weying aparece en películas de acción real ambientadas en el Universo Spider-Man de Sony, interpretada por Michelle Williams.[14]
  - Apareciendo por primera vez en la película de 2018, Venom, esta versión es la novia de Eddie Brock y abogada de la Fundación Vida, hasta que su bufete la despide después de que Eddie lee uno de sus correos electrónicos confidenciales mientras se enfrenta al director ejecutivo de Fundación Vida, Carlton Drake, y rompe con él. Seis meses después, Anne se convirtió en fiscal de distrito y desarrolló una relación con el Dr. Dan Lewis. Sin embargo, de mala gana ayuda a Eddie al enterarse del simbionte Venom. Más tarde, Venom se acerca a Anne, quien la posee para que puedan salvar a Brock de Roland Treece. Anne besa a Eddie, transfiriendo a Venom de regreso a Brock. Mientras Venom y Brock luchan contra Drake y Riot, Anne usa los controles de volumen de alta frecuencia de la Fundación Vida para salvar a la pareja anterior, aunque termina separando a los cuatro combatientes entre sí. Tras la derrota de Drake y Riot, Anne se reconcilia con Eddie.
  - Weying regresará en menor capacidad en la próxima película Venom: Let There Be Carnage (2021).[15] En la película, Weying está comprometida con Lewis y es contactada por Brock como su abogada sobre las interacciones del detective Patrick Mulligan con el asesino Cletus Kasady antes de la aparición de Carnage, y ella descubre que Brock y Venom están separados. Weying encuentra a Venom y se une a él para sacar a Brock del interrogatorio. Es capturada por la novia de Kasady, Frances Barrison y llevada a una catedral abandonada donde Kasady y Barrison se van a casar. Después de ser rescatada por Lewis y Brock/Venom, quien acabó con Barrison y Kasady, Weying escapa con ellos de la policía hasta irse por otro camino con Lewis.

### Videojuegos
Anne Weying / She-Venom aparece como un personaje jugable en Spider-Man Unlimited.

### Novelas
Ann Weying y Robbie Robertson fueron secuestrados por terroristas en la novela Spider-Man: Venom's Wrath de 1998.